# Aleks Grozdanow
Aleks Grozdanow, bułg. Алекс Грозданов (ur. 28 marca 1998 w Sofii) – bułgarski siatkarz, reprezentant kraju, grający na pozycji środkowego. 
W sezonie PlusLigi (2024/2025) w rankingu blokujących zajął 2. miejsce, zdobywając 99 punktów blokiem.

## Sukcesy klubowe
Puchar Bułgarii:
- 2017

Mistrzostwo Belgii:
- 2019

Puchar CEV:
- 2022[7]

Puchar Challenge:
- 2025[8]

Mistrzostwo Polski:
- 2025[9]

## Sukcesy reprezentacyjne
Olimpijski festiwal młodzieży Europy:
- 2015

Memoriał Huberta Jerzego Wagnera:
- 2016